# Victoire militaire
Pour les articles homonymes, voir Victoire.
 (juillet 2024).
Si vous disposez d'ouvrages ou d'articles de référence ou si vous connaissez des sites web de qualité traitant du thème abordé ici, merci de compléter l'article en donnant les références utiles à sa vérifiabilité et en les liant à la section « Notes et références ».
Une victoire militaire est le fait de gagner une bataille. C'est le contraire de la défaite. La victoire est souvent considérée comme un succès, une réussite ou un triomphe. Ce n'est pas le cas d'une victoire à la Pyrrhus, qui est généralement plus néfaste pour le camp vainqueur que pour celui vaincu.
On considère généralement que l'un des camps en présence est victorieux lorsque son adversaire s'est rendu, s'est dispersé, a fait retraite ou a été rendu incapable de poursuivre des opérations militaires. Le stratège allemand Carl von Clausewitz a affirmé que « l'utilisation des batailles pour gagner la fin de la guerre » était l'essence de la stratégie.

## La victoire chezSun Tzu
Dans L'Art de la guerre,  le général chinois propose une réflexion sur les différentes dimensions de la guerre dont va découler des principes de conduites à suivre pour en sortir victorieux.
L'objectif suprême de la stratégie militaire est d'obtenir la guerre sans verser le sang. Sun Tzu considère que lors d'une guerre, la perte de l'envie de se battre de l'ennemi est préférable à son anéantissement, considérant les différents coûts d'une guerre (coûts économiques, moraux et politiques). Les affrontements directs sont risqués, d'où l'objet du traité militaire qui entend livrer des stratagèmes de l’affrontement indirect.

Une connaissance de l'adversaire, notamment par l'espionnage, est le facteur-clé de toute victoire militaire, en plus de la connaissance de son propre camp (les forces et les faiblesses).
知己知彼，百戰不殆。 (Zhī jǐ zhī bǐ, bǎi zhàn bù dài.)

« Connais ton ennemi et connais-toi toi-même, tu vaincras cent fois sans péril. »